# Pteroptochos castaneus
Pteroptochos castaneus là một loài chim trong họ Rhinocryptidae.